# Ušlechtilá osmidílná stezka

Dharmačakra, symbol osmidílné stezky (počet paprsků kola odpovídá počtu stupňů ušlechtilé stezky)

Ušlechtilá osmidílná stezka (v pálí arija atthangika magga; v sanskrtu árja aštángika márga), též vznešená osmidílná stezka, vznešená osmičlenná stezka apod., je jedním ze základních konceptů buddhistického učení. Sám Gautama Buddha o této stezce hovořil jako o „střední cestě“ vedoucí k pravému poznání, probuzení a nirváně.
Osmidílná stezka je součástí čtvrté ušlechtilé pravdy, která hovoří o cestě vedoucí k odstranění strasti (sa. dukkha). Může být rozdělena do tří aspektů: moudrost (paňňá), mravnost (síla) a soustředění (samádhi). V klasickém buddhistickém symbolismu osmidílnou stezku reprezentuje dharmačakra.

## Původ

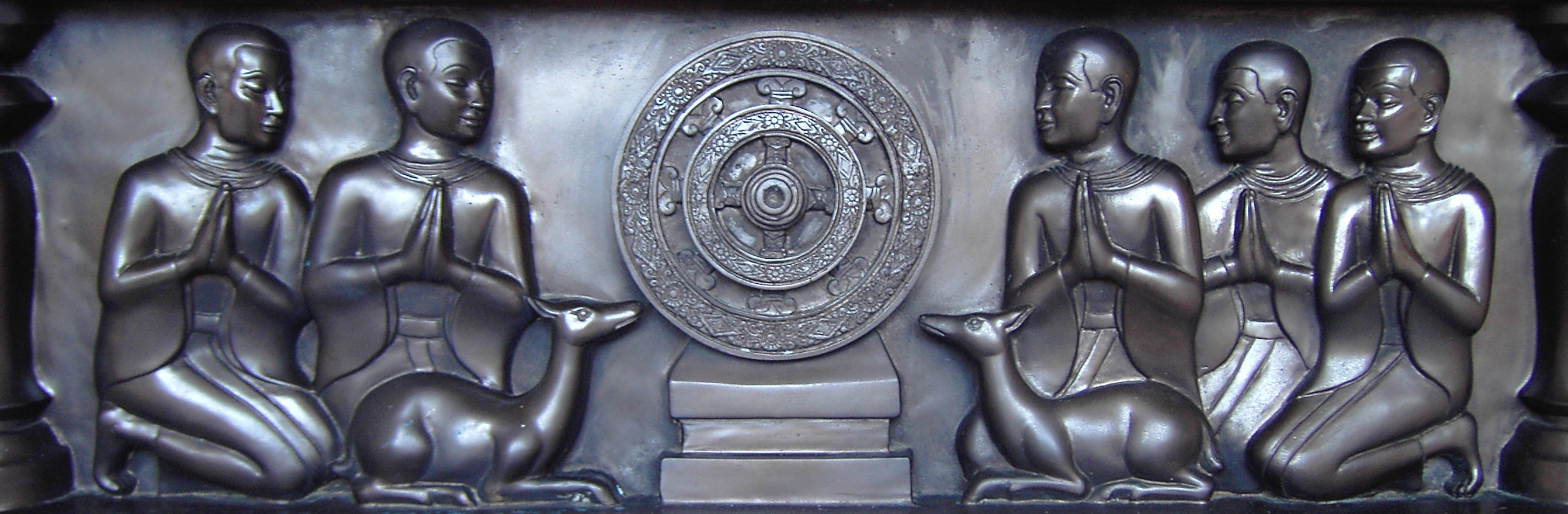
Reliéf zachycující prvních pět Buddhových žáků v gazelím háji Isipatana u Sárnáthu; uprostřed dharmačakra reprezentující osmidílnou stezku

Osmidílná stezka jakožto součást čtvrté vznešené pravdy byla poprvé vyslovena Buddhou Gautamou nedlouho po jeho probuzení. Tradice praví, že jakmile Buddha dosáhl v Bódhgaji pod stromem bódhi probuzení, nebyl si jistý, co má dělat dál. Až na přímluvu samotného Brahmy se Buddha rozhodl, že bude své nově objevené nauce učit. Své první žáky našel v pěti asketech v oboře zvané Isipatana u Sárnáthu. Těmto pěti žákům poprvé vyložil čtyři vznešené pravdy včetně osmidílné stezky.
Celá rozprava, kterou Buddha tehdy pronesl, je známa pod názvem „Rozprava o roztočení kola zákona (nauky)“ (p. Dhammačakkappavattanasutta) a byla několikrát přeložena i do češtiny.

## Charakteristika
Všechny kategorie začínají pálijským sammá či sanskrtským samjak. Běžně bývá tento výraz překládán jako adjektivum „správný“, avšak Anágárika Góvinda jej překládal jako „dokonalý“, aby se tak přiblížil původnímu významu slova. Lze se tedy setkat s oběma překlady. Míní se tím v podstatě to, co je „náležité“, „nesobecké“, „nejednostranné“, „vztažené na celek“.
Buddha nauku osmidílné stezky též označuje jako „střední cestu, která se vyhýbá všem krajnostem“. První dva předpisy se vztahují na mysl. Pro buddhisty totiž konání nezačíná činem samým, nýbrž příprava na čin vždy začíná v mysli, ať už vědomě nebo nevědomě. Třetí až páté pravidlo se vztahuje na mravné jednání a poslední tři se zabývají kultivací mysli.
Pojem „stezka“ zde neznamená lineární postup od jednoho stupně ke druhému. Všechny části mají stejnou důležitost a jsou vzájemně provázané. Tak patří například „správná mluva“ zasahuje i do oblasti „správného konání“; oba stupně přitom lze správně praktikovat jen pouze se „správnou bdělostí“.

## Překlady
Překlad jednotlivých stupňů ze sanskrtu či páli do jazyka českého nebývá jednoznačný. U českých překladatelů se objevují různé pojmy, tabulka níže srovnává jednotlivé překlady u vybraných českých badatelů.
|    | páli / sanskrt               | Miltnerův překlad         | Wernerův překlad | Filipského překlad | Rozehnalův překlad | Lesného překlad   |
| -- | ---------------------------- | ------------------------- | ---------------- | ------------------ | ------------------ | ----------------- |
| 1  | sammáditthi sanjagdršti      | náhled                    | nazírání         | názor              | pochopení          | názor             |
| 2. | sammásankappa sanjaksankalpa | záměr                     | rozhodování      | rozhodnutí         | myšlení            | rozhodnutí        |
| 3. | sammáváča sanjagváč          | řeč                       | mluva            | řeč                | řeč                | řeč               |
| 4. | sammákammanta sanjakkarmánta | chování                   | konání           | jednání            | jednání            | jednání           |
| 5. | sammádžíva sanjagádžíva      | žití                      | způsob živobytí  | žití               | živobytí           | žití              |
| 6. | sammávájáma sanjagvjájáma    | úsilí                     | snažení          | snažení            | úsilí              | snaha             |
| 7. | sammásati sanjaksmrti        | sebeupamatování bedlivost | uvědomění        | bdělost            | bdělost            | rozvažování       |
| 8. | sammá samádhi sanjaksamádhi  | soustředění               | soustředění      | soustředění        | soustředění        | soustředění ducha |

## Výklad
Při zavádění osmidílné stezky do praxe praktikující nepostupují po jednotlivých stupních, ale snaží se praktikovat hned několik stupňů zároveň. Začíná se však až se třetím a následujícími stupni a postupuje se až k poslednímu stupni, načež se praktikující vrací ke stupni prvnímu a druhému. První dva stupně stezky se tak z počátku přeskakují, jelikož jejich správné uplatnění v praxi je pro začátečníka velmi náročné. Podle Karla Wernera by dokonce důsledné uplatnění pouze prvních dvou stupňů mohlo stačit k „dokonalé duchovní praxi za účelem osvobození od závislosti na samsárové formě existence.“

### Stezky moudrosti (paňňá)
- (1) Správné chápání je pochopení a vhled do čtyř vznešených pravd. K tomu patří také vhled do pomíjivosti a neuspokojivosti všech jevů a pochopení, že neexistuje žádné trvalé „já“ (anattá).

- (2) Správné myšlení znamená přemýšlet, hovořit a jednat bez žádostivosti, nenávisti a krutosti.

### Stezky mravnosti (šíla)
- (3) Správná mluva se vyhýbá lhaní, pomlouvání, drsným výrazům a zbytečnému tlachání a povzbuzuje druhé k prospěšným činům.

- (4) Správné konání znamená zdržet se zabíjení, braní toho, co nebylo darováno a nepříslušných pohlavních styků.

- (5) Správné živobytí znamená vykonávat taková povolání, která neškodí druhým bytostem. S tím je neslučitelné například obchodování se zbraněmi, zvířaty či opojnými látkami, práce na jatkách, obelhávání a okrádání lidi prací v bankovním systému a v exekutorství, získávat obživu jako nájemný vrah, rybář, žoldák.

### Stezky soustředění (samádhi)
- (6) Správná snaha zahrnuje úsilí vyhnout se neprospěšným stavům mysli nebo je překonat, pokud už vznikly, a vyvolat a udržet prospěšné stavy mysli.

- (7) Správná bdělost se týká uvědomování si pěti složek (tělesnosti, vědomí, vnímání, cítění a mentálních formací). Zahrnuje neustálé uvědomování si tělesných funkcí (dýchání, chůze, stání, atd.), všech obsahů vědomí, vjemů, pocitů a dalších mentálních fenoménů. Aby člověk mohl mentální funkce ovládat, musí si jich být nejprve vědom.

- (8) Správné soustředění zahrnuje meditační techniky sloužící k vyvinutí dostatečné koncentrace mysli, která je nezbytná pro dosažení vhledu do pravé skutečnosti.[12]